# 辐射龙胆
辐射龙胆（学名：Gentiana radiata）是龙胆科龙胆属的植物，是中国的特有植物。分布于中国大陆的四川等地，生长于海拔4,150米至4,460米的地区，多生在山坡，目前尚未由人工引种栽培。